# Salamandra
Genre
Synonymes
- Dehmiella Herre & Lunau, 1950
- Algiandra Dubois & Raffaëlli, 2009
- Alpandra Dubois & Raffaëlli, 2009
- Corsandra Dubois & Raffaëlli, 2009
- Mimandra Dubois & Raffaëlli, 2009
- Oriandra Dubois & Raffaëlli, 2009

Salamandra est un genre d'urodèles de la famille des Salamandridae.

## Répartition
Les sept espèces de ce genre se rencontrent en Europe centrale et Europe du Sud, en Afrique du Nord et au Moyen-Orient.

## Liste des espèces
Selon Amphibian Species of the World (12 mars 2014) :
- Salamandra algira Bedriaga, 1883 — salamandre algire ou salamandre nord-africaine
- Salamandra atra Laurenti, 1768 — salamandre noire ou salamandre de montagne ou salamandre alpestre
- Salamandra corsica Savi, 1838 — salamandre de Corse
- Salamandra infraimmaculata (Martens, 1885)
- Salamandra lanzai Nascetti, Andreone, Capula & Bullini, 1988 — salamandre de Lanza
- Salamandra longirostris Joger & Steinfartz, 1994
- Salamandra salamandra (Linnaeus, 1758) — salamandre terrestre ou salamandre de feu ou salamandre commune ou salamandre tachetée

et les espèces fossiles :

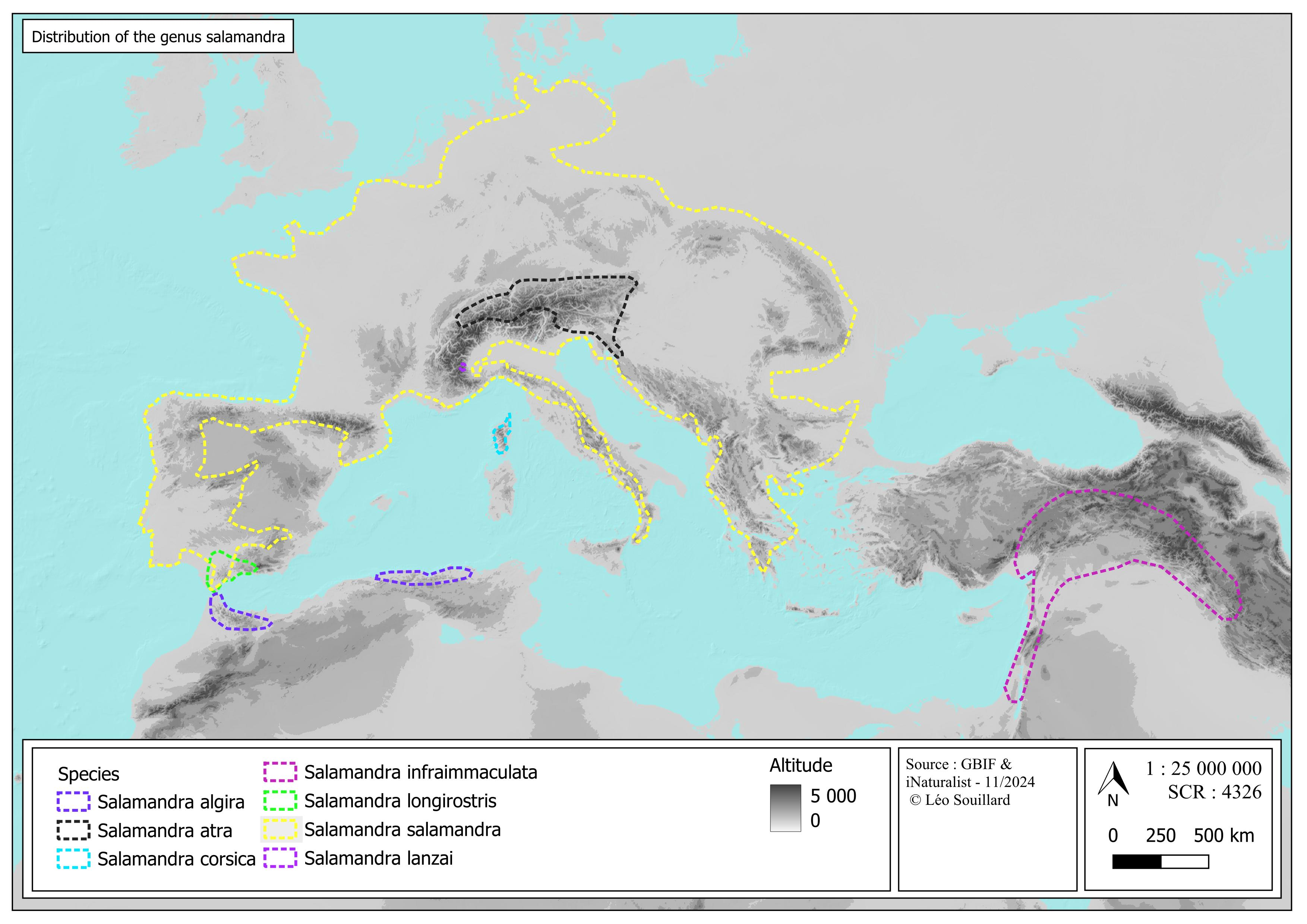

- Salamandra sansaniensis Lartet, 1851
- Salamandra goussardiana Lartet 1851

## Description
Le groupe des salamandres alpines se distingue des autres espèces par la coloration entièrement noire des individus (phénomène de mélanisme, à l'exception de la sous-espèce Salamandra atra aurorae que l'on rencontre à Bosco del Dosso dans les Alpes et qui montre différents degrés de pigmentation jaunâtre sur la tête et le tronc) et leur stratégie de reproduction particulière. Les femelles donnent naissance à des individus adultes complètement formés, et non des larves comme chez les autres espèces de salamandres (viviparité complète, contre ovoviviparité pour le groupe des salamandres de feu).

## Taxinomie
Le genre Salamandra a longtemps été attribué à Laurenti, 1768 alors que Garsault l'avait créé en 1764.
Il était divisé en deux groupes : les Salamandres de feu (de l'anglais « fire salamanders ») Salamandra salamandra, Salamandra algira, Salamandra corsica et Salamandra infraimmaculata et les Salamandres alpines Salamandra atra et Salamandra lanzai.
Cette distinction n'a à l'heure actuelle plus de valeur taxinomique, les deux groupes étant désormais considérés comme ayant une origine non-monophylétique. La séparation en deux groupes garde néanmoins un caractère pratique et pédagogique pour présenter le genre Salamandra.

## Publication originale
- Garsault, 1764 : Les Figures des Plantes et Animaux d'Usage en Médecine, Décrits dans la Matière Médicale de Mr. Geoffroy Médecin, Dessinés d'après Nature. Paris, vol. 5 (texte intégral).